# Guangji Si (Peking)

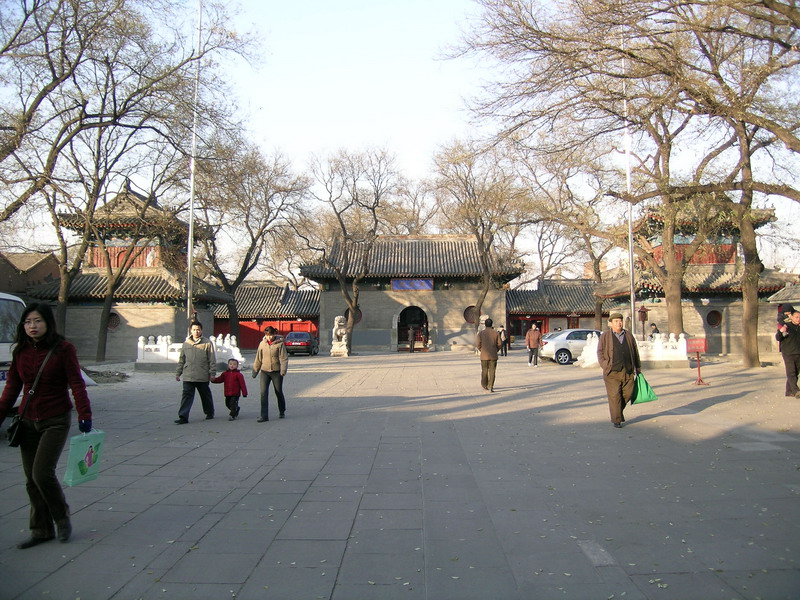
Guangji Si

Der Guangji Si (Guangji-Tempel; chinesisch 廣濟寺, Pinyin Guǎngjì Sì, W.-G. Kuang Chi Szu) ist ein berühmter buddhistischer Tempel auf der Fuchengmen-Straße im Pekinger Stadtbezirk Xicheng. Der Tempel wurde ursprünglich in der Zeit der Jin-Dynastie (1125–1234) erbaut und später mehrfach erweitert. Er ist Sitz der Chinesischen Buddhistischen Gesellschaft (Zhongguo Fojiao Xiehui), der landesweit größten Organisation der Buddhisten in China.

## Name
Der Name bedeutet ungefähr „Tempel der umfangreichen Hilfe“.

## Denkmalschutz
Der Guangji Si steht seit 2006 auf der Liste der Denkmäler der Volksrepublik China (6-310). Er ist einer der Nationalen Schwerpunkttempel des Buddhismus in han-chinesischen Gebieten. 